# Antiguo jardín de plantas medicinales Sata
El antiguo jardín de plantas medicinales de Sata, (佐多旧薬園 Minamiōsumi  Shokubutsuen) es un jardín botánico de unas 3 hectáreas, que se encuentra próximo al centro de la ciudad de Minamiōsumi, Japón. 

## Localización
La ciudad de Minamiōsumi (南大隅町 Minamiōsumi-chō) ocupa la parte sur de la Península de Ōsumi, su nombre significa literalmente "la parte sur de Ōsumi".
La ciudad de "Minamiōsumi" ha surgido como la unión de las antiguas poblaciones de Sata y Nejime del distrito de Kimotsuki.
Minamiōsumi Shokubutsuen,  Minamiōsumi-chō, Kagoshima-ku, Kyushu, Japón.
Planos y vistas satelitales.31°5′31″N 130°41′26.8″E / 31.09194, 130.690778
El jardín es visitable por el público en general, sin taifa de entrada.

## Historia
Siguiendo en Sata Yakuen el rastro del clan Satsuma en los días del señor Takashi Shimazu la 25 generación de la familia gobernante "Shimazu Shigehide", decidió centrarse en el negocio del cultivo de plantas en un jardín botánico como contribuciones al clan y apoyo financiero al Kogaku.  
Las plantas se cultivan directamente en los terrenos de "Sata Yakuen" uno de los tres castillos de Kagoshima llamados "tres Yakuen", los otros son el antiguo "Yamakawa Yakuen", y el "Yoshino Yakuen", y contribuyó al apoyo financiero del clan, pero cuando el sistema de dominio de los clanes fue abolido, se abolió la contribución que estaba haciendo. 
Según se informa han sido importadas plantas medicinales desde el lejano oeste, y se utilizaron para la investigación médica durante la Era Edo.  
El 9 de octubre de 1932 se reconoció como uno de los lugares de interés histórico del país. 
Actualmente siguen un cultivo remanente plantas como "los ojos redondos del dragón", planta que se ha estimado como comestible y medicinal. 

## Colecciones
El parque de 3.000 metros cuadrados, alberga plantas raras traídas a la isla de Ryukyu,   plantas tropicales como litchi, zapote, higuera de Bahía Moreton, Psidium guajava. . .
Actualmente también hay una colección de orquídeas